# Кубок Німеччини з футболу 1954—1955
Кубок Німеччини з футболу 1954—1955 — 12-й розіграш кубкового футбольного турніру в Німеччині. Третій кубковий турнір на території Федеративної Республіки Німеччина після закінчення Другої світової війни. Переможцем кубка Німеччини вперше став Карлсруе СК.

## Перший раунд
| Команда 1                         | Рахунок | Команда 2                         |
| --------------------------------- | ------- | --------------------------------- |
| 2 серпня 1954                     |         |                                   |
| Дюрен-99                          | 2:5     | Кайзерслаутерн                    |
| 15 серпня 1954                    |         |                                   |
| Шальке 04                         | 1:1 дч  | Ян-1889 (Регенсбург)              |
| ТуРа-1882 (Людвігсгафен-на-Рейні) | 0:1     | Санкт-Паулі                       |
| Кікерс (Оффенбах)                 | 6:3     | Ганновер 96                       |
| Айнтрахт (Франкфурт-на-Майні)     | 1:0     | Пірмазенс                         |
| Бремергафен                       | 5:1     | Еркеншвік                         |
| Кельн                             | 2:1     | Горст-Емшер (Гельзенкірхен)       |
| Уніон-05 (Крефельд)               | 4:0     | Айнтрахт (Брауншвейг)             |
| Гамбург                           | 5:3 дч  | Айнтрахт (Трір)                   |
| Шпандауер-1894 (Західний Берлін)  | 1:2     | Любек                             |
| Нюрнберг                          | 2:0     | Марль-Хюлс                        |
| Карлсруе СК                       | 5:1     | Франкфурт                         |
| Штутгарт                          | 4:2     | Армінія (Ганновер)                |
| Альтона-93 (Гамбург)              | 3:2     | Саарбрюкен                        |
| Фенікс-03 (Людвігсгафен-на-Рейні) | 0:0     | Алеманія (Аахен)                  |
| Теніс Боруссія (Західний Берлін)  | 2:4     | Швайнфурт-1905                    |
| 1 вересня 1954 (перегравання)     |         |                                   |
| Ян-1889 (Регенсбург)              | 3:6     | Шальке 04                         |
| 15 вересня 1954 (перегравання)    |         |                                   |
| Алеманія (Аахен)                  | 4:0     | Фенікс-03 (Людвігсгафен-на-Рейні) |

## 1/8 фіналу
| Команда 1                     | Рахунок | Команда 2                     |
| ----------------------------- | ------- | ----------------------------- |
| 21 вересня 1954               |         |                               |
| Кайзерслаутерн                | 7:0     | Кельн                         |
| 15 серпня 1954                |         |                               |
| Карлсруе СК                   | 1:0     | Нюрнберг                      |
| Шальке 04                     | 1:1 дч  | Швайнфурт-1905                |
| Штутгарт                      | 5:1     | Любек                         |
| Альтона-93 (Гамбург)          | 2:1     | Айнтрахт (Франкфурт-на-Майні) |
| Алеманія (Аахен)              | 4:2 дч  | Уніон-05 (Крефельд)           |
| Кікерс (Оффенбах)             | 2:0     | Санкт-Паулі                   |
| 17 жовтня 1954 (перегравання) |         |                               |
| Швайнфурт-1905                | 0:1     | Шальке 04                     |
| 19 грудня 1954                |         |                               |
| Бремергафен                   | 3:1     | Гамбург                       |

## Чвертьфінали
| Команда 1            | Рахунок | Команда 2        |
| -------------------- | ------- | ---------------- |
| 27 листопада 1954    |         |                  |
| Альтона-93 (Гамбург) | 2:0     | Алеманія (Аахен) |
| 19 грудня 1954       |         |                  |
| Штутгарт             | 2:5     | Карлсруе СК      |
| 2 січня 1955         |         |                  |
| Кікерс (Оффенбах)    | 4:1     | Кайзерслаутерн   |
| Шальке 04            | 2:0     | Бремергафен      |

## Півфінали
| Команда 1                    | Рахунок | Команда 2            |
| ---------------------------- | ------- | -------------------- |
| 7 квітня 1955                |         |                      |
| Шальке 04                    | 2:1     | Кікерс (Оффенбах)    |
| 20 квітня 1955               |         |                      |
| Альтона-93 (Гамбург)         | 3:3     | Карлсруе СК          |
| 8 травня 1955 (перегравання) |         |                      |
| Карлсруе СК                  | 3:0     | Альтона-93 (Гамбург) |

## Фінал
| 21 травня 1955 |

| Карлсруе СК                          | 3:2      | Шальке 04           |
| ------------------------------------ | -------- | ------------------- |
| Кункель 20' Зоммерлатт 83' Трауб 86' | Протокол | Садловский 44', 70' |

| Айнтрахтштадіон, Брауншвейг Глядачів: 24 000 Арбітр: Вернер Трайхель |